# Air New Zealand-vlucht 901
Air New Zealand-vlucht 901 (TE901) was een rondvlucht op 28 november 1979 over Antarctica vanaf Auckland Airport in Nieuw-Zeeland. Het vliegtuig zou daarna landen op Christchurch International Airport. De rondvlucht werd uitgevoerd met een McDonnell Douglas DC-10-30-vliegtuig. 

## Ongeval
Het vliegtuig verongelukte doordat het tegen Mount Erebus vloog. Voornaamste oorzaak van de crash was de verkeerde route die in de navigatiecomputers was geprogrammeerd. De zichtomstandigheden waren goed, maar doordat de berg dezelfde kleur had als de omgeving en dus maar moeilijk te onderscheiden was, botste het vliegtuig tegen de berg aan. De piloten hadden geen training gehad op zo'n soort gevaarlijke situatie (een zogenaamde whiteout). 
Alle 237 passagiers en 20 bemanningsleden aan boord kwamen om het leven.

## Nationaliteit passagiers en bemanning
| Nationaliteit       | Aantal                             |
| ------------------- | ---------------------------------- |
| Nieuw-Zeeland       | 200 (inclusief 20 bemanningsleden) |
| Japan               | 24                                 |
| Verenigde Staten    | 22                                 |
| Verenigd Koninkrijk | 6                                  |
| Canada              | 2                                  |
| Australië           | 1                                  |
| Frankrijk           | 1                                  |
| Zwitserland         | 1                                  |
| Totaal              | 257                                |

## Galerij

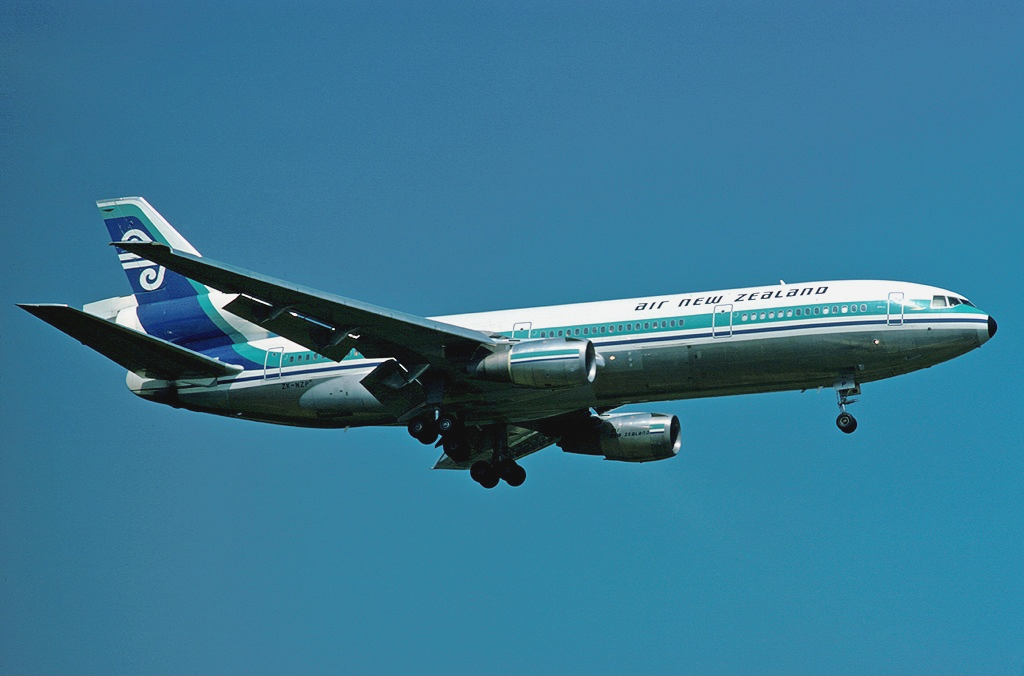
het verongelukte toestel gefotografeerd in 1977
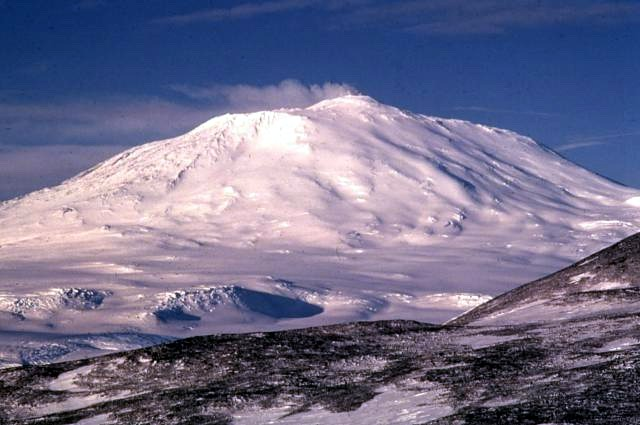
Mount Erebus
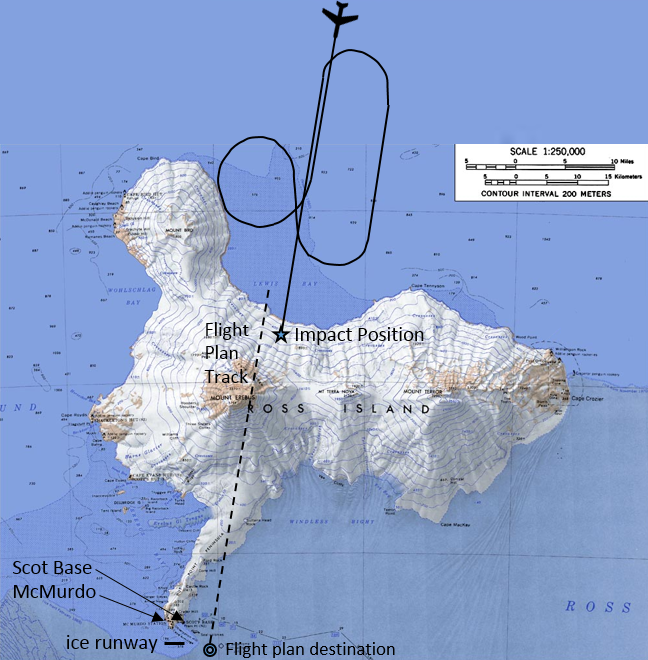
afgelegde route van de vlucht